# Ласаро-Карденас (Мичоакан, муниципалитет)
Ласаро-Карденас (исп. Lázaro Cárdenas) — муниципалитет в Мексике, входит в штат Мичоакан. Население — 162 997 человек.
Центр — город Ласаро-Карденас.

## История
Основан в 1947 году.